# XX Giochi olimpici invernali
I XX Giochi olimpici invernali, noti anche come Torino 2006, si sono tenuti a Torino dal 10 al 26 febbraio 2006. Le gare si sono svolte sia a Torino sia in altre otto località del Piemonte. Dal 10 al 19 marzo si sono tenuti, nella stessa sede, i IX Giochi paralimpici invernali.
Precedentemente altre due città italiane erano state sedi di manifestazioni olimpiche: Cortina d'Ampezzo nel 1956 con i VII Giochi olimpici invernali e Roma nel 1960 con i Giochi della XVII Olimpiade.
L'inno di questa edizione dei Giochi fu composto da Claudio Baglioni.

## Assegnazione

Il logo della candidatura di Torino.

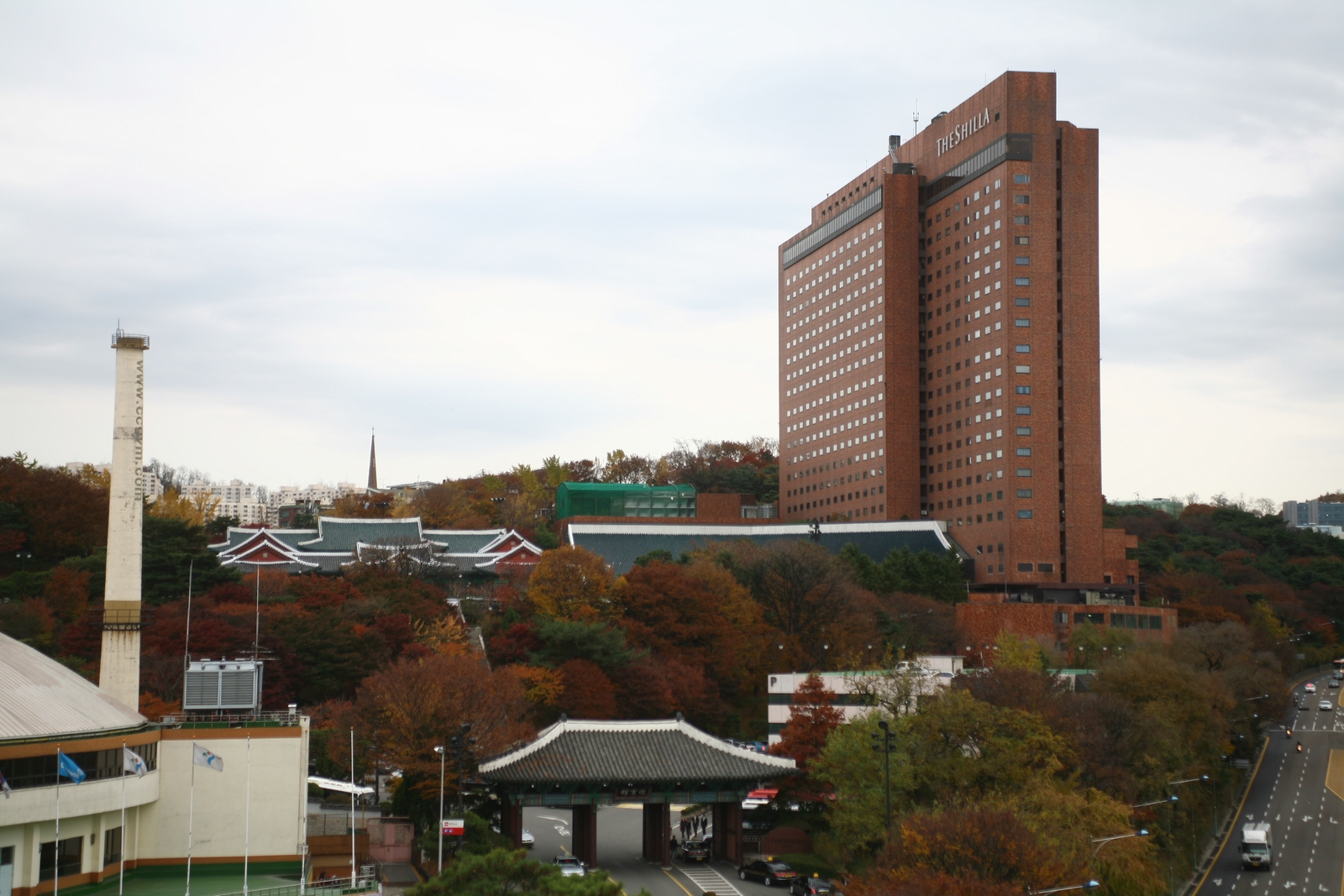
L'Hotel Shilla a Seul, al cui interno furono assegnati dal CIO, nel 1999, i Giochi alla città di Torino.

La prima candidatura olimpica ufficiale di Torino, per ospitare i XX Giochi olimpici invernali nel 2006, avvenne a metà del 1998 con la presentazione al CIO della richiesta da parte degli enti preposti: il 14 luglio dal Comitato Olimpico Nazionale Italiano, a firma del presidente Mario Pescante; il 27 luglio dal sindaco di Torino Valentino Castellani; il 31 luglio dal presidente del Consiglio dei ministri della Repubblica Italiana Romano Prodi.
I XX Giochi olimpici invernali del 2006 furono assegnati il 19 giugno 1999, durante il 109º congresso del Comitato Olimpico Internazionale (CIO) svoltosi a Seul. Nella sede congressuale, ospitata nei locali dell'Hotel Shilla di Seul, vennero presentate le sei candidature ufficiali: Helsinki (Finlandia), Klagenfurt (Austria), Poprad (Slovacchia), Sion (Svizzera), Torino (Italia) e Zakopane (Polonia). Tra l'altro, quella di Klagenfurt fu una proposta di candidatura multinazionale tra Austria, Slovenia e Italia; in quest'ultima, in caso di assegnazione, si sarebbero tenute a Tarvisio alcune gare di sci alpino, sci di fondo e di combinata nordica e a Cortina d'Ampezzo le gare di bob, slittino e skeleton presso la Pista Eugenio Monti.
Dopo la presentazione venne eletta una commissione selezionatrice che scelse come finaliste Sion e Torino; tutti i delegati del CIO furono quindi chiamati a votare solamente tra le due città. Torino venne scelta con 53 voti contro i 36 della favorita Sion. Il risultato fu annunciato alla platea del Congresso dal presidente del CIO Juan Antonio Samaranch, con le seguenti parole:
| Candidatura | Paese    | Round 1 |
| Torino      | Italia   | 53      |
| Sion        | Svizzera | 36      |

Fu la quinta volta che l'organizzazione di un evento olimpico venne affidata dal CIO all'Italia, ma sarà la terza edizione regolarmente svolta dopo i VII Giochi olimpici invernali del 1956 a Cortina d'Ampezzo e i Giochi della XVII Olimpiade del 1960 a Roma (poiché i Giochi della IV Olimpiade del 1908 assegnati sempre sempre a Roma furono disputati a Londra a causa dell'eruzione del Vesuvio del 1906 e i Giochi olimpici invernali 1944 assegnati a sempre a Cortina d'Ampezzo vennero annullati a causa del perdurare della seconda guerra mondiale).
Come da accordi tra il Comitato Paralimpico Internazionale e il Comitato Olimpico Internazionale, la città di Torino selezionata per ospitare i XX Giochi olimpici invernali ricevette l'incarico di ospitare anche i corrispondenti IX Giochi paralimpici invernali.
Il 24 febbraio 2002, durante la cerimonia di chiusura dei XIX Giochi olimpici invernali di Salt Lake City, alle ore 19:55 UTC-7 vi fu il tradizionale passaggio di consegne, noto anche come "cerimonia di Anversa": la fondista Stefania Belmondo entrò nel Rice-Eccles Stadium portando la bandiera dell'Italia, che venne issata su uno dei tre pennoni accanto a quelle greca (nazione "patria dei Giochi") e statunitense; successivamente il sindaco di Salt Lake City Ross Anderson consegnò la bandiera olimpica al presidente del CIO Jacques Rogge che, a sua volta, la passò nelle mani del sindaco di Torino Sergio Chiamparino, che la sventolò al centro dello stadio, mentre sugli spalti gli spettatori sventolavano bandierine con il tricolore italiano. Prima della consegna della bandiera, si svolse la "sezione a tema italiano" della cerimonia, realizzata a cura del Comitato Organizzatore di Torino 2006 su direzione artistica di Marco Balich, con un segmento di sei minuti che introdusse in anteprima il logo ufficiale dei Giochi successivi e intese mettere in scena l'"identità italiana e torinese": prima furono proiettate immagini dell'Italia sul pavimento ghiacciato dello stadio, con un video realizzato da Film Master Group su regia del torinese Maurizio Nichetti, alle quali seguì uno spettacolo di sbandieratori, una sfilata di modelle vestite da stilisti italiani come Versace e Valentino, uno spettacolo dei pattinatori italiani Davide Cantoni, Lea Bottacini e Fabio Mascarello (su musica composta da Michele Centonze e costumi ideati da Gabriella Pescucci), per concludersi con le interpretazioni musicali delle cantanti italiane Irene Grandi (che propose Nel blu dipinto di blu di Domenico Modugno) ed Elisa (che eseguì una versione jazz de Il Canto degli Italiani, inno nazionale d'Italia, rivisitato per l'occasione da Centonze, previa autorizzazione del presidente della Repubblica Italiana Carlo Azeglio Ciampi).
Il 27 febbraio il sindaco Chiamparino e la delegazione italiana presenti a Salt Lake City sbarcarono all'aeroporto di Torino-Caselle con la bandiera olimpica, che dopo alcuni festeggiamenti cittadini e la sua esposizione dal balcone del Palazzo Civico, sede comunale, rimase nel capoluogo piemontese per il successivo quadriennio olimpico.

## Sviluppo e preparazione

### Organizzazione
In base al "Contratto della Città ospitante" sottoscritto il 19 giugno 1999 a Seul, il Comitato Olimpico Internazionale assegnò al Comitato olimpico nazionale italiano e al Comune di Torino la responsabilità dell'organizzazione dei Giochi olimpici e dei IX Giochi paralimpici invernali.
Il Comitato Organizzatore (denominato "TOROC") fu creato nel 1999, con presidente il sindaco Valentino Castellani.
L'organismo tecnico che si occupò della realizzazione delle opere (impianti di gara e infrastrutture) necessarie allo svolgimento dei Giochi fu invece l'"Agenzia per lo svolgimento dei Giochi olimpici", comunemente abbreviata in "Agenzia Torino 2006", creata dalla Legge n. 285 del 2000 e avente sede in Torino. Il TOROC predispose il "Piano degli interventi" (localizzazione, priorità, costi, caratteristiche tecniche e funzionali) che, successivamente all'approvazione da parte del Governo della Repubblica Italiana, venne realizzato dall'agenzia con finanziamenti concessi dallo Stato e da altri enti locali; nel dettaglio, quale stazione appaltante, l'agenzia si occupò della progettazione, dell'appalto e della realizzazione delle oltre sessantacinque opere del piano per l'evento: impianti sportivi, villaggi per atleti e media, infrastrutture viarie.
Comitato Organizzatore
Il Comitato Organizzatore dei XX Giochi olimpici invernali, noto in lingua inglese come "Torino Organising Committee" da cui l'acronimo "TOROC", è stato l'ente costituito dal Comitato olimpico nazionale italiano e dal Comune di Torino con il compito di organizzare l'evento.
Il comitato, creato il 27 dicembre 1999 e sciolto il 31 marzo 2007, ebbe come sede l'edificio di corso Novara 96 a Torino. La presidenza dell'ente venne conferita il 5 febbraio 2000, dal Consiglio di Amministrazione di TOROC, al sindaco di Torino Valentino Castellani, con Cesare Vaciago nel ruolo di amministratore delegato. Il C.O. era composto da ventisei membri che rappresentavano il mondo dello sport (i membri italiani del CIO, le federazioni nazionali, due campioni olimpici e il Comitato Italiano Paralimpico), le istituzioni locali (i comuni sedi di gara quindi Torino, Bardonecchia, Cesana Torinese, Pinerolo, Pragelato, Sauze d'Oulx, Sestriere, la Provincia di Torino e la Regione Piemonte), le Comunità Montane e il mondo delle imprese.

### Sedi
Per i XX Giochi olimpici invernali i quindici impianti di gara utilizzati furono dislocati tutti in Piemonte, ancor più nello specifico nella Provincia di Torino: cinque nella città di Torino, tre a Cesana Torinese, due a Pragelato e due a Sestriere e uno ciascuno a Bardonecchia, a Pinerolo e a Sauze d'Oulx. Dei sette impianti di allenamento, due furono ubicati sempre a Torino mentre gli altri si trovarono in altre località della provincia che non erano state designate come sedi di gara: Chiomonte, Claviere, Prali (due impianti) e Torre Pellice. Per il villaggio olimpico, si scelse di realizzare tre complessi distinti, a Torino, a Bardonecchia e a Sestriere.
Le sedi di gara furono suddivise e inserite tutte in due cluster: "Distretto Olimpico", tutti gli impianti cittadini del capoluogo, e "siti di montagna", i restanti impianti delle altre località. Già con l'assegnazione delle Olimpiadi invernali del 2002 a Salt Lake City si percepì la volontà del Comitato Olimpico Internazionale di modificare il "modello Lillehammer" del 1994, ritenuto ormai superato, con i Giochi confinati in comprensori sciistici e lontani dalle grandi masse della popolazione locale; il progetto col quale Torino vinse nel 1999, andava proprio in questa rivoluzionaria direzione: il concetto preso in esame era piuttosto quello di aprire l'evento, rendendolo il più possibile accessibile al maggior numero di persone: per realizzare questa visione nella grande città, in questo caso Torino, vennero ospitati tutti gli sport indoor, quelli su ghiaccio, in montagna solamente quelli outdoor, sulla neve.
Delle quindici sedi ufficiali, sette furono i nuovi impianti permanenti progettati e realizzati (l'Oval Lingotto, il Palasport Olimpico, lo Snowpark Olimpico, il Centro Olimpico del Biathlon, la pista Cesana Pariol, il Pinerolo Palaghiaccio e lo Stadio del Trampolino), due gli impianti esistenti da ristrutturare (lo Stadio Olimpico e il Palazzo a Vela), tre gli impianti esistenti adeguati per i Giochi (le piste di Sestriere Borgata e Sestriere Colle e il Pragelato Plan), due impianti temporanei (la pista San Sicario Fraiteve e il Sauze d'Oulx-Jouvenceaux) e come struttura esistente temporaneamente adibita a impianto sportivo il solo Torino Esposizioni. Rispetto alle sedi proposte in fase di candidatura, vi furono alcune modifiche nella lista finale dei Giochi: la pista di bob, skeleton e slittino fu realizzata a Cesana Torinese invece che a Oulx; a Bardonecchia non si sarebbero più costruito un impianto per le gare di sci alpino; il nuovo palazzetto di Pinerolo avrebbe ospitato il curling anziché alcune gare di hockey su ghiaccio, e quest'ultimo sarebbe stato praticato interamente a Torino, dov'era previsto inizialmente anche il curling.
I lavori per la costruzione dei nuovi impianti, la ristrutturazione di quelli esistenti, la realizzazione di sedi temporanee e dei villaggi olimpici furono curati dall'Agenzia Torino 2006; le opere effettuate furono quelle contenute nel "Piano degli interventi" predisposto dal TOROC e riportate nell'elenco della Legge statale n. 285 del 2000. Furono esclusi dalle opere di Agenzia Torino 2006 lo Stadio Olimpico, che a seguito di accordi tra il Comune di Torino e i due principali club calcistici cittadini era stato ceduto gratuitamente nel 2003 alla società Torino Calcio, in cambio dell'impegno di quest'ultima a ristrutturarlo e renderlo operativo in tempo per ospitare le cerimonie dei Giochi, ma a seguito della grave crisi finanziaria del club che gli impedì di coprire i costi dei lavori, nell'agosto 2005 il comune tornò proprietario dell'impianto e finanziò direttamente la ristrutturazione dello stesso, e il villaggio olimpico di Sestriere, realizzato con intervento di privati.
Il costo totale per le opere sugli impianti permanenti e temporanei sedi di gara e di allenamento, compreso tribune provvisorie, attrezzature e costruzioni smontabili fu di circa 477000000 € di investimenti pubblici, mentre la spesa per i tre villaggi olimpici fu di 167800000 € di investimenti pubblici e di 52500000 € di investimenti privati; i costi preventivati in fase di candidatura erano stati di 374000000 $ per gli impianti e di 76000000 $ per i villaggi olimpici.
A Giochi conclusi, la proprietà degli impianti sportivi permanenti venne trasferita ai vari comuni in cui erano ubicati e la gestione di gran parte degli stessi fu affidata alla "Fondazione 20 Marzo 2006", o "Torino Olympic Park" (TOP), ente creato dal Comune di Torino, dalla Provincia di Torino, dalla Regione Piemonte e dal CONI appositamente per la loro amministrazione. Successivamente, il Palasport Olimpico e il Palazzo a Vela sono stati dati in concessione alla società partecipata Parcolimpico S.r.l., della quale la Fondazione detiene il 10% del capitale sociale con il restante 90% della Live Nation (società multinazionale di intrattenimento), mentre lo Stadio Olimpico è stato dato in concessione dal 1º luglio 2006 alla società calcistica Torino Football Club, per 99 anni. Per i complessi dei Villaggi Olimpici, invece, quello di Torino è stato riutilizzato in vari modi (rivendita di appartamenti a privati, alloggi di edilizia residenziali pubblica, installazione di un ostello della gioventù e di residenze universitarie, sede regionale di enti statali e sede di enti locali) oltre a situazioni di abbandono e degrado,  quello di Bardonecchia è divenuto un residence mentre quello di Sestriere è stato trasformato in un resort.

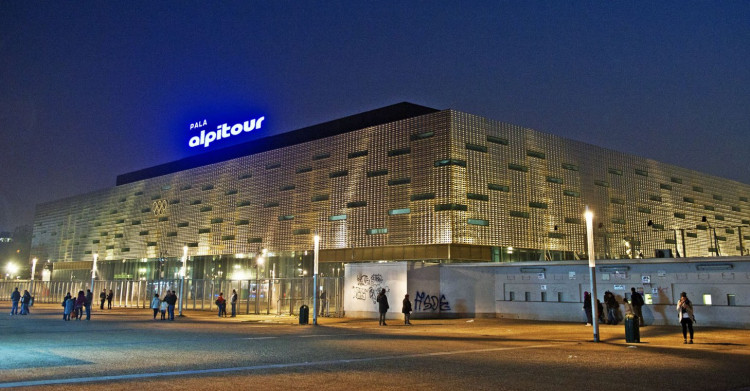
Il Palasport Olimpico.

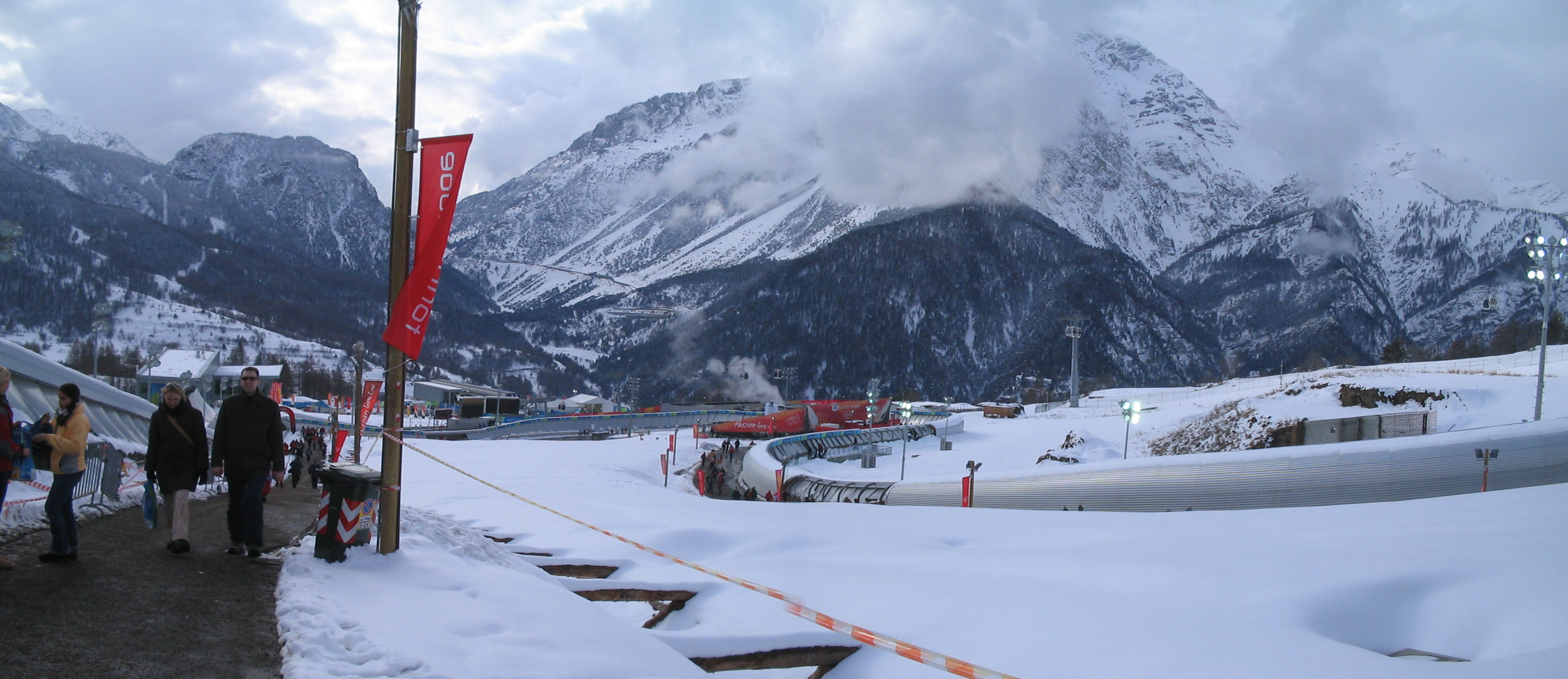
La pista di Cesana Pariol.

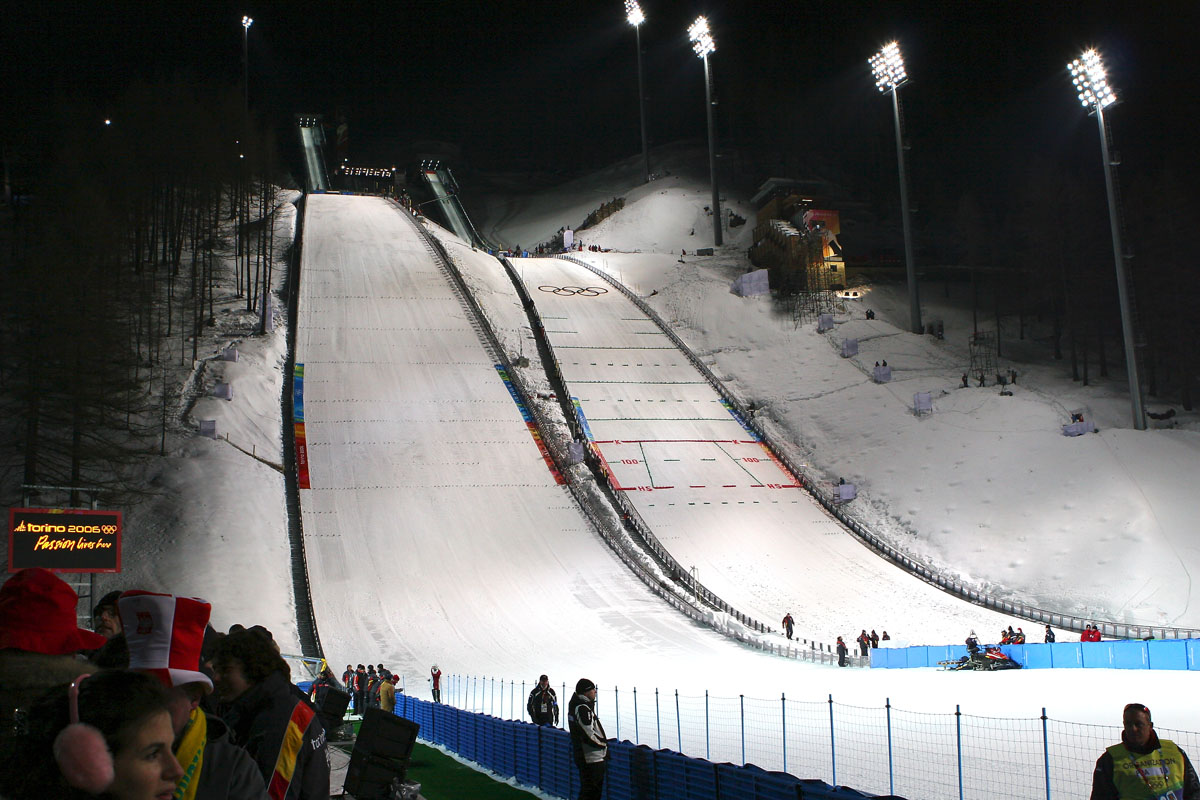
Lo Stadio del Trampolino.

Sedi non competitive
| Città  | Impianto                           | Capacità | Evento                   |
| ------ | ---------------------------------- | -------- | ------------------------ |
| Torino | Stadio Olimpico                    | 35 000   | Cerimonia di apertura    |
| Torino | Stadio Olimpico                    | 35 000   | Cerimonia di chiusura    |
| Torino | Piazza delle Medaglie/Medals Plaza | 1 000    | Cerimonie di premiazione |

Sedi di gara
| Città                    | Impianto                     | Capacità | Sport                   |
| ------------------------ | ---------------------------- | -------- | ----------------------- |
| Torino                   | Oval Lingotto                | 8 250    | Pattinaggio di velocità |
| Torino                   | Palasport Olimpico           | 12 500   | Hockey su ghiaccio      |
| Torino                   | Palazzo a Vela               | 8 244    | Pattinaggio di figura   |
| Torino                   | Palazzo a Vela               | 8 244    | Short track             |
| Torino                   | Torino Esposizioni           | 5 400    | Hockey su ghiaccio      |
| Bardonecchia (Torino)    | Snowpark Olimpico            | 6 763    | Snowboard               |
| Cesana Torinese (Torino) | Centro Olimpico del Biathlon | 4 700    | Biathlon                |
| Cesana Torinese (Torino) | Cesana Pariol                | 4 400    | Bob                     |
| Cesana Torinese (Torino) | Cesana Pariol                | 4 400    | Skeleton                |
| Cesana Torinese (Torino) | Cesana Pariol                | 4 400    | Slittino                |
| Cesana Torinese (Torino) | San Sicario Fraiteve         | 6 160    | Sci alpino              |
| Pinerolo (Torino)        | Pinerolo Palaghiaccio        | 2 000    | Curling                 |
| Pragelato (Torino)       | Pragelato Plan               | 5 400    | Combinata nordica       |
| Pragelato (Torino)       | Pragelato Plan               | 5 400    | Sci di fondo            |
| Pragelato (Torino)       | Stadio del Trampolino        | 8 055    | Combinata nordica       |
| Pragelato (Torino)       | Stadio del Trampolino        | 8 055    | Salto con gli sci       |
| Sauze d'Oulx (Torino)    | Sauze d'Oulx-Jouvenceaux     | 7 900    | Freestyle               |
| Sestriere (Torino)       | Sestriere Borgata            | 6 800    | Sci alpino              |
| Sestriere (Torino)       | Sestriere Colle              | 7 800    | Sci alpino              |

Sedi d'allenamento
| Città                  | Impianto                     | Capacità | Sport                 |
| ---------------------- | ---------------------------- | -------- | --------------------- |
| Torino                 | Palestra di via Massari      | 40       | Hockey su ghiaccio    |
| Torino                 | Torino Palaghiaccio          | 3 350    | Pattinaggio artistico |
| Torino                 | Torino Palaghiaccio          | 3 350    | Short track           |
| Chiomonte (Torino)     | Stazione sciistica del Frais | -        | Sci alpino            |
| Claviere (Torino)      | Piste du Lac                 | -        | Sci alpino            |
| Claviere (Torino)      | Piste du Lac                 | -        | Sci di fondo          |
| Prali (Torino)         | Bric Rond                    | -        | Sci alpino            |
| Prali (Torino)         | Ghigo di Prali               | -        | Sci di fondo          |
| Torre Pellice (Torino) | Palaghiaccio Olimpico        | -        | Hockey su ghiaccio    |

Villaggio Olimpico

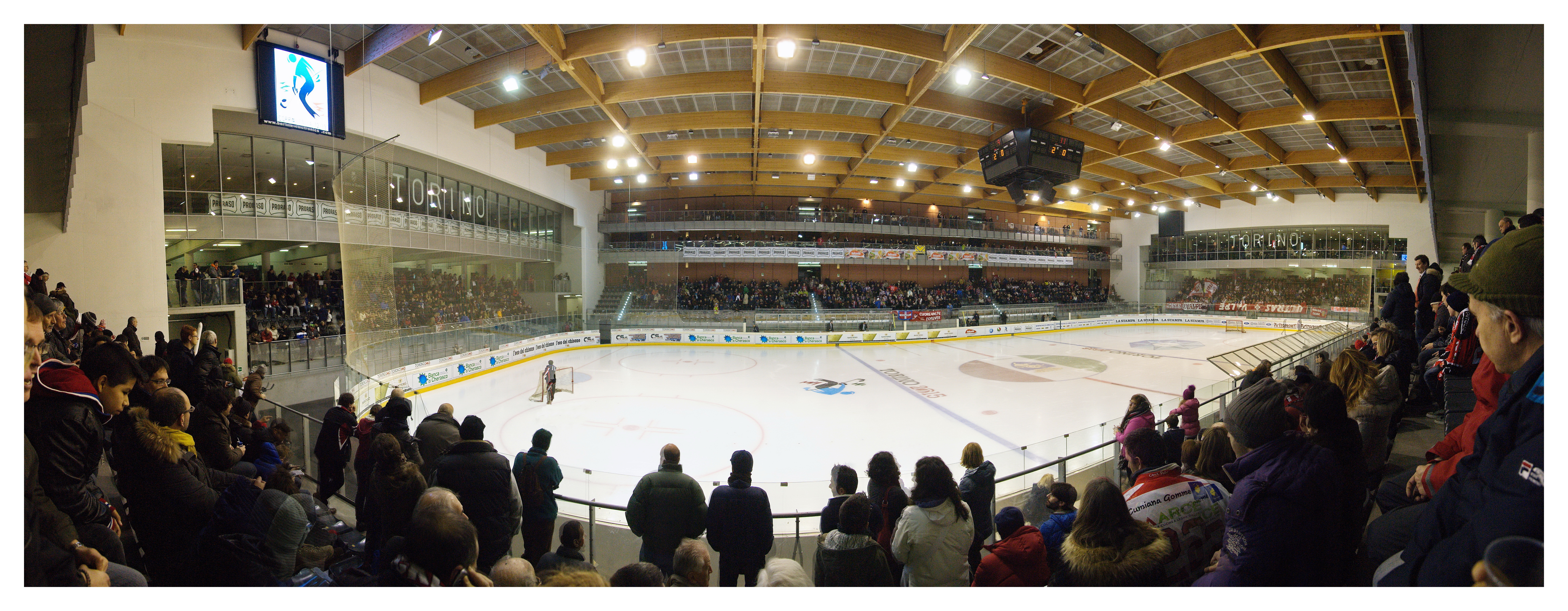
Il Torino Palaghiaccio, sede di allenamenti.

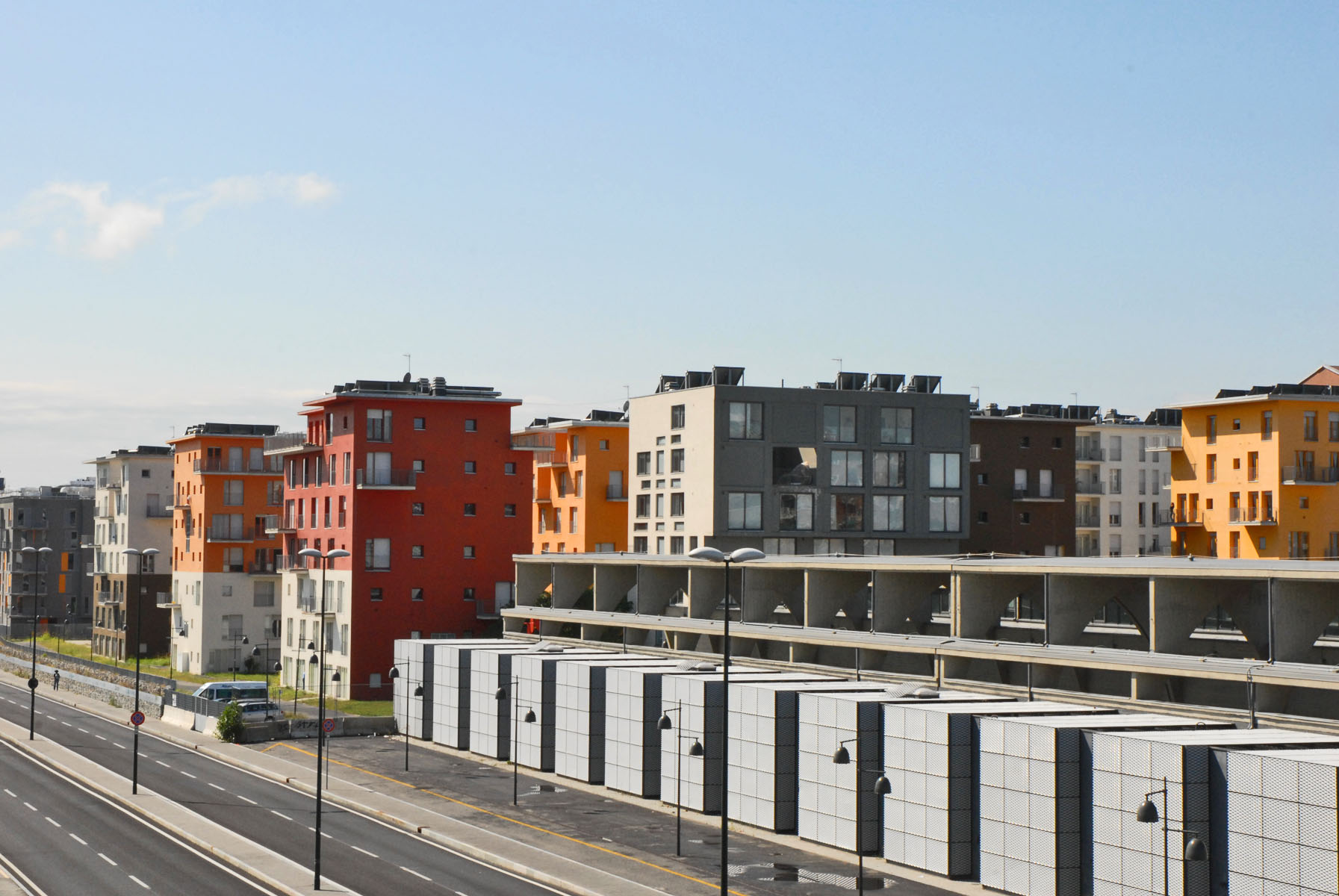
Il Villaggio Olimpico di Torino.

Una delle novità di questa edizione dei Giochi fu la scelta di realizzare tre Villaggi Olimpici anziché uno, per venire incontro alle esigenze degli atleti sia in termini di trasporto sia in termini di adattamento all'altitudine. Furono realizzati pertanto i villaggi di Torino, di Bardonecchia e di Sestriere.
Il Villaggio Olimpico di Torino fu un complesso di edifici a carattere permanente sorto nel quartiere Lingotto (sulle superfici un tempo sede dei Mercati Generali), in un'area di circa 100000 m², per ospitare approssimativamente 2 600 atleti partecipanti ai Giochi. La cerimonia di inaugurazione si ebbe il 23 dicembre 2005 e, tra il 31 gennaio e il 28 febbraio 2006, il villaggio ospitò effettivamente circa 2 100 atleti, funzionari tecnici e accompagnatori delle discipline di pattinaggio di velocità su ghiaccio, hockey su ghiaccio, pattinaggio di figura, short track e curling, e 259 operatori (129 dipendenti e 130 volontari). Gli alloggi per gli atleti furono collocati nei trentanove edifici a carattere permanente, dai cinque agli otto piani, divisi in tre zone ("operativa", "residenziale" e "internazionale"), per un totale di 750 appartamenti e 2 608 posti letto.
Il Villaggio Olimpico di Bardonecchia fu un complesso di edifici a carattere permanente realizzato tramite recupero della "Colonia Medail" (struttura storica realizzata tra il 1937 e il 1939) e la costruzione di un nuovo fabbricato, in un'area di circa 32000 m², per ospitare approssimativamente 725 atleti partecipanti ai Giochi. Tra il 27 gennaio e il 28 febbraio 2006 il villaggio ospitò effettivamente circa 710 atleti, funzionari tecnici e accompagnatori delle discipline di freestyle, snowboard e biathlon, e 375 operatori (75 dipendenti e 300 volontari). Gli alloggi per gli atleti furono collocati nei sei edifici a carattere permanente, per un totale di 426 camere e 710 posti letto.
Il Villaggio Olimpico di Sestriere fu un complesso di edifici a carattere permanente realizzato tramite utilizzo delle già esistenti torri bianche "Club Med" e "Valtur" (simboli della stessa Sestriere) e la costruzione di un nuovo fabbricato, in un'area di circa 75000 m², per ospitare approssimativamente 1 850 atleti partecipanti ai Giochi. Tra il 27 gennaio e il 28 febbraio 2006 il villaggio ospitò effettivamente circa 1 850 atleti, funzionari tecnici e accompagnatori delle discipline di sci alpino, bob, skeleton, slittino, salto con gli sci, combinata nordica e sci di fondo, e 1 560 operatori (160 dipendenti e 1 400 volontari). Gli alloggi per gli atleti furono collocati nei tre edifici a carattere permanente, per un totale di 426 camere e 750 appartamenti.

### Infrastrutture

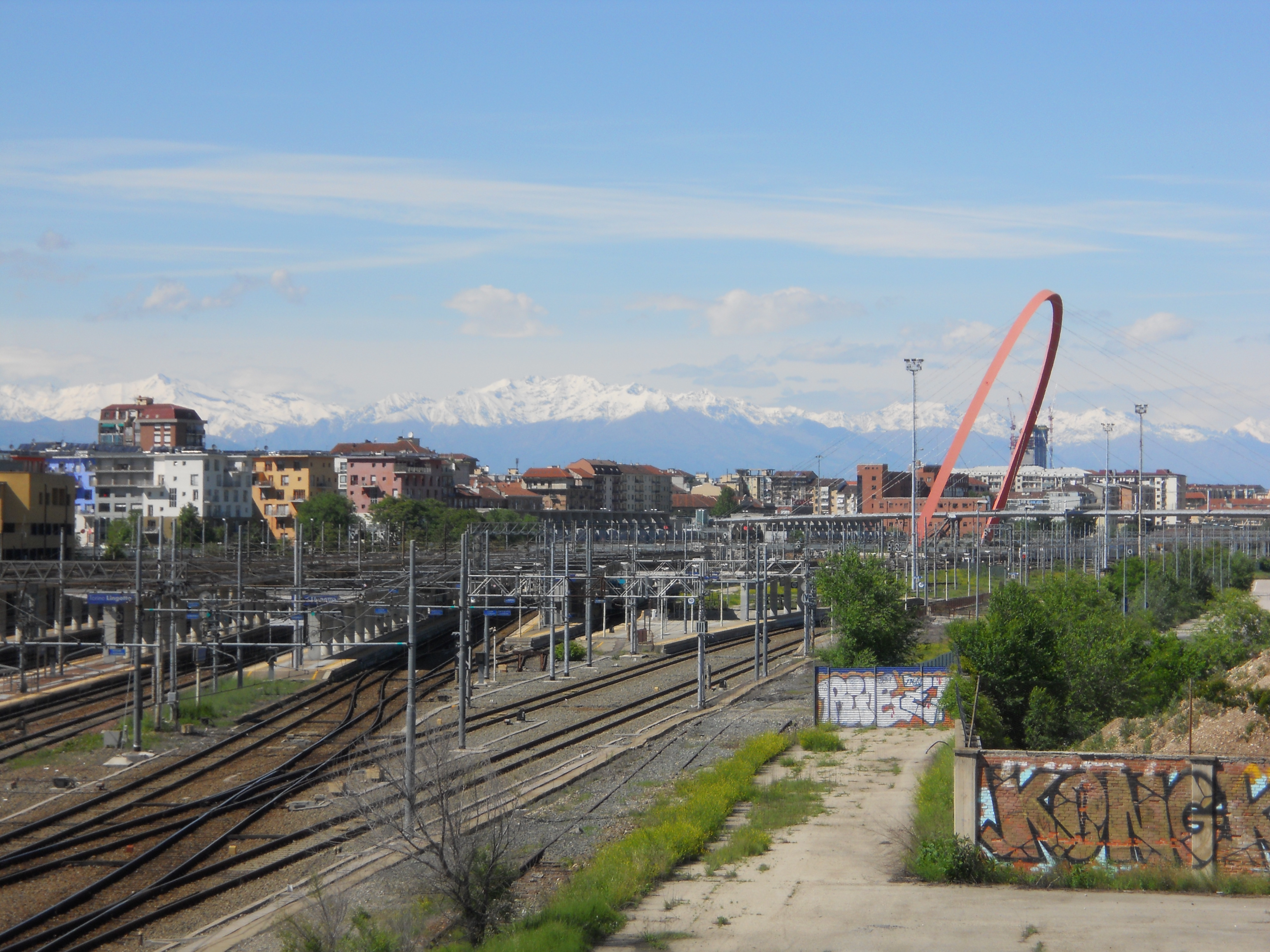
L'arco olimpico di Torino.

Molte opere infrastrutturali sono state inserite nel "Piano degli interventi" di cui alla Legge statale n. 285 del 2000, realizzate anch'esse dall'"Agenzia Torino 2006" in quanto ritenute propedeutiche allo svolgimento dei Giochi. Tra le opere infrastrutturali del piano vi sono: sei seggiovie, due sciovie, una cabinovia e una telecabina, nelle località montane sedi dei Giochi; sei parcheggi nei pressi degli impianti sedi di gara o di allenamento degli atleti (a Bardonecchia, Cesana Torinese, Claviere, Sestriere, Torre Pellice e Usseaux); dieci nuovi sistemi di innevamento programmato, con bacino di accumulo, nelle località montane del Piemonte; adeguamenti stradali (come ad esempio il tratto di collegamento Pinerolo-Saluzzo, le varianti di Avigliana, Cavour e Osasco, un nuovo sottopasso a Pinerolo e uno del corso Spezia a Torino, l'adeguamento della Cesana Torinese-Claviere); adeguamenti autostradali (il secondo tronco della diramazione Torino-Pinerolo dall'Autostrada A55, il completamento dello svincolo di Bardonecchia, miglioramenti al "nodo" di Bruere, la quarta corsia dell'Autostrada A32 nel tratto compreso tra Savoulx e il traforo stradale del Frejus); la realizzazione della nuova Stazione di Pinerolo Olimpica; l'arco olimpico di Torino che collega il Villaggio Olimpico e il Lingotto.
Tante altre opere, non comprese nel piano e quindi escluse dai costi ufficiali dei Giochi, furono realizzate negli anni precedenti l'evento per modernizzare la città di Torino, tra le quali: il primo tratto della metropolitana (inaugurata il 4 febbraio 2006 dopo un'attesa di realizzazione di almeno 70 anni); la pedonalizzazione di piazza San Carlo; il PalaFuksas, edificio di vetro progettato da Massimiliano Fuksas; la nuova Galleria d'arte moderna; il progetto della Spina, che recupererà oltre due milioni di metri quadrati grazie all'interramento delle linee ferroviarie cittadine e alla ristrutturazione delle aree industriali dismesse; il restauro del PalaRuffini e della Piscina Monumentale di corso Galileo Ferraris; il nuovo Palazzo del Nuoto (progettato da Arata Isozaki e Pier Paolo Maggiora), che però verrà inaugurato solamente nel 2011; la ricostruzione della tribuna dello stadio di atletica Primo Nebiolo; la costruzione di un pattinodromo a rotelle in corso Grosseto.

### Costi e finanziamenti
Un preventivo di spesa per i Giochi venne approntato dal Comitato Promotore in fase di candidatura, nel quale furono stimati costi complessivi pari a 2074000000 €: 780000000 € per l'organizzazione dell'evento e 1294000000 € per gli impianti di gara, i villaggi olimpici e alcune infrastrutture; furono stimati anche i ricavi, pari a 815000000 $, che avrebbero creato un surplus di 35000000 $ riferito all'organizzazione dell'evento.
A Giochi conclusi, il bilancio consuntivo per la sola organizzazione dell'evento, redatto dal TOROC e pubblicato nel Rapporto Ufficiale dei Giochi compilato dallo stesso ente, riportò ricavi quantificabili in circa 974000000 € (ottenuti tra sponsorizzazioni, diritti televisivi, licenze e vendita del biglietti) e costi per 1229000000 €, cosicché al TOROC l'Olimpiade invernale di Torino 2006 creò un disavanzo di 255000000 €, che venne ripianato dal Governo italiano (attraverso l'agenzia governativa Sviluppo Italia S.p.A.) e dagli enti locali.
Per gli impianti sportivi e per le infrastrutture di Torino e delle località montane, necessarie allo svolgimento dei Giochi, inseriti nel "Piano degli Interventi" redatto dal TOROC, i costi furono di 1700000000 € più 400000000 € circa per le opere connesse, finanziati dall'Agenzia Torino 2006 che ripartiva così le spese: a carico del Governo italiano per il 75,70%, degli enti locali per il 18,00% e dei privati per il 6,30%. Sono esclusi i costi non strettamente legati ai Giochi, ma che servirono allo Stato Italiano e ai privati per migliorare Torino e il Piemonte, tra i quali cosiddette "grandi opere" (come la realizzazione della metropolitana) e che posso essere solamente stimati: furono quantificati, dall'Unione Industriale Torino nel 2005, in oltre 18000000000 €.
I costi totali e ufficiali per i XX Giochi olimpici invernali di Torino (organizzazione dell'evento, impianti sportivi e infrastrutture legate all'evento) furono quindi di 3329000000 €; a circa 10 anni di distanza dall'evento, la pubblicazione "The Oxford Olympics Study 2016: Cost and Cost Overrun" dell'Università di Oxford analizzò le spese di tutti i Giochi dal 1960 in poi e, secondo i suoi dati, Torino 2006 sarebbe costata in totale 4336000000 $ (pari a 4140000000 €), divenendo in quel momento di gran lunga la più dispendiosa Olimpiade invernale della storia. La stima delle spese totali per Torino 2006, quindi costi ufficiali dei Giochi più le "grandi opere" sul Piemonte, fu valutata in oltre 21700000000 €.
Uno studio dell'Università La Sapienza di Roma è di circa 17400000000 € l'impatto positivo dei Giochi sull'economia italiana, per il 60% tra il 2005 e il 2006: più della metà del valore si ebbe nel settore delle costruzioni (con un +60% di nuovi posti di lavoro creati in quel periodo), seguito dal settore commerciale e quello della ristorazione, per finire ai settori dei servizi per privati e aziende. Torino crebbe nel campo del turismo e degli eventi, diventando sede di congressi aziendali, con un ritorno economico annuale per questo stimato tra i 19000000 € e i 32000000 €.

### Ambiente
Per garantire la sostenibilità ambientale dei lavori il Comitato Organizzatore aderì a numerosi accordi nazionali e internazionali: tutte le opere olimpiche furono sottoposte a valutazione ambientale strategica (VAS), svolta dalla Regione Piemonte e dal Ministero dell'Ambiente; il TOROC, inoltre, firmò un protocollo di intesa con l'UNEP (Programma delle Nazioni Unite per l'ambiente) dell'ONU (che assegnò all'organizzazione di Torino 2006 il premio Carbon free), e ricevette sia la certificazione ambientale internazionale ISO 14001 sia la certificazione EMAS (Eco-Management and Audit Scheme) della Commissione europea, per i suoi sistemi e programmi ambientali (primo comitato organizzatore olimpico a ricevere tali riconoscimenti). In particolare, furono attuati interventi compensativi per il "recupero" della CO2 prodotta durante i 17 giorni dei Giochi (ma non quella prodotta durante la preparazione).
I lavori di preparazione delle XX Giochi olimpici invernali furono peraltro duramente contestati da chi temeva danni agli spazi naturali (soprattutto in montagna) e alle condizioni di vita degli abitanti, portando alla costituzione di un comitato nolimpiadi.

### Simboli
Emblema
Lo stemma dei Giochi venne scelto attraverso un concorso indetto al quale parteciparono 1 341 proposte, da parte di 657 artisti. Una commissione composta da esperti dell'immagine, storici, sociologi e psicologi, scelse in una prima fase i trenta migliori bozzetti, per poi designare cinque finalisti. Il 30 novembre 2001 venne svelato il bozzetto vincitore, creato dai due disegner milanesi Antonino Benincasa e Nicole Husmann, dello studio Benincasa-Husmann.
Il logo o emblema ufficiale dei Giochi rappresentava una rivisitazione della Mole Antonelliana, simbolo della città di Torino, con l'aspetto di una montagna tesa verso l'alto o di un intreccio di cristalli di ghiaccio che si compongono raffigurando una rete.
Slogan
Oltre al motto generale delle Olimpiadi "Citius, Altius, Fortius", a partire da Los Angeles 1984 ogni edizione dei Giochi presenta un proprio motto o slogan che accompagna l'emblema, del quale è parte integrante, a rappresentare ciò che viene comunicato. Lo slogan di Torino 2006 fu, in lingua inglese, la frase "Passion lives here" ("La passione vive qui" tradotto in lingua italiana), scritto dalla calligrafa Francesca Biasetton.
Poster
Il poster, o manifesto olimpico dei Giochi, fu realizzato dall'Agenzia di design Armando Testa, società fondata da Armando Testa, deceduto nel 1992 e autore del logo e del poster ufficiali dei Giochi Olimpici di Roma 1960. Il soggetto principale del manifesto è un profilo astratto della Mole Antonelliana, dipinta con i colori dei cinque cerchi olimpici e inclinata su di un lato, in modo da risultare trasformata in una pista da sci in discesa. Completavano il poster, in basso a sinistra, il logo ufficiale dei Giochi, lo slogan ufficiale "Passion lives here" e la scritta "XX GIOCHI OLIMPICI INVERNALI". Il manifesto ufficiale fu prodotto dalla società Bolaffi.
Fiamma olimpica
La fiamma olimpica dei XX Giochi olimpici invernali venne accesa a Olimpia, il 27 novembre 2005, con la cerimonia rituale che precede ogni edizione delle Olimpiadi. La fiamma viaggiò attraverso le torce progettate e prodotte dall'azienda Pininfarina
tramite una staffetta di 10 535 tedofori e un percorso di 13306 km lungo le strade di Grecia, Città del Vaticano, Malta, Slovenia, Austria, Svizzera, Francia e Italia, fino a giungere a Torino il 10 febbraio 2006, giorno della cerimonia di apertura dei Giochi. L'ultima tedofora Stefania Belmondo, con la sua torcia, accese il braciere olimpico (che con i suoi 57 metri di altezza è il più alto in tutta la storia dei Giochi olimpici) collocato all'esterno dello stadio Olimpico, il quale rimase ardente fino al 26 febbraio, giornata conclusiva della manifestazione.
Mascotte

Le mascotte ufficiali dei Giochi

Per la mascotte ufficiale dei Giochi, elemento distintivo di ogni edizione a partire da Grenoble 1968, il Comitato Organizzatore (TOROC) indisse il 20 marzo 2003 un concorso per la scelta, nel quale furono presentate 237 proposte prima della chiusura delle candidature, che avvenne il 20 maggio dello stesso anno. Le proposte partecipanti al concorso dovevano contenere alcuni elementi prestabiliti: interpretare e riflettere l'immagine di Torino 2006; essere attrattivi e fruibili in tutto il mondo, assumendo dimensioni culturali diverse; esprimere i valori del Movimento olimpico: partecipazione, lealtà, rispetto e fratellanza; essere facilmente commercializzabili; adattarsi con flessibilità alle molteplici applicazioni bidimensionali e tridimensionali. Di queste candidature, cinque arrivarono alla fase finale in cui furono valutate da una giuria internazionale, selezionata dallo stesso TOROC, formata da personalità esperte sulle "mascotte" e, più in generale, sul mondo della comunicazione, al fine di garantire un giudizio altamente professionale, qualificato e specializzato. La giuria si riunì il 28 e 29 maggio 2003 a Torino, valutando i cinque finalisti, e il 1° luglio 2003 il TOROC chiese ai finalisti di perfezionare i progetti presentati, sulla base delle indicazioni della giuria. Dopo queste modifiche, il 12 settembre 2003 la giuria nominò vincitrice la proposta presentata dal designer portoghese Pedro Albuquerque e il risultato fu successivamente ratificato dal Comitato di Presidenza del TOROC.
"Neve e Gliz" furono le due mascotte ufficiali di Torino 2006, e nella proposta di Albuquerque rappresentavano le caratteristiche fondamentali dei Giochi invernali, cioè la neve e il ghiaccio, dai quali prendevano il nome ("Gliz" fu una forma abbreviata della parola "ghiaccio"). "Neve", personaggio femminile, era una palla di neve antropomorfa dalle forme arrotondate, tipiche dell'elemento meteorologico, vestita in rosso e rappresentava la morbidezza, l'amicizia e l'eleganza. "Gliz", personaggio maschile, era un cubetto di ghiaccio anch'esso antropomorfo con linee più squadrate, tipiche dell'acqua solida, vestito di azzurro e rappresentava l'entusiasmo e la gioia. Le due mascotte vennero presentate ufficialmente il 28 settembre 2004, a 500 giorni dall'inizio dei Giochi.
Medaglie
Le medaglie olimpiche assegnate agli atleti classificati ai primi tre posti di ogni evento furono progettate da Dario Quattrini, a capo di una squadra di grafici del Comitato Organizzatore (TOROC) e coniate dalla ditta Ottaviani International.
La composizione delle medaglie era in oro (6 grammi) e argento per tutti i vincitori, in argento per i piazzati al secondo posto e in bronzo per i terzi classificati, e il diametro delle stesse fu di 10,7 cm. Le medaglie erano rotonde (con consistenza lucida e satinata) con uno spazio centrale vuoto, a "rappresentare la tipica piazza italiana", attraverso il quale venivano avvolte al nastro. Su una faccia vi era il logo dei Giochi; sull'altra faccia i pittogrammi delle varie discipline sportive in cui la medaglia era stata vinta.
Le medaglie commemorative furono prodotte sempre dalla ditta Ottaviani, in argento per i partecipanti, in bronzo per i volontari e placcate in oro per i membri delle varie organizzazioni (la placcatura venne eseguita da un laboratorio orafo di Torino).
Il numero delle medaglie coniate fu di 364 per i vincitori, 364 per i secondi classificati, 364 per i terzi classificati, 4 500 quelle commemorative per i partecipanti, 25 000 quelle commemorative per i volontari, 106 quelle commemorative per i membri delle organizzazioni.
Diplomi
I diplomi olimpici realizzati e consegnati agli atleti riportavano, in alto a sinistra, il logo dei Giochi su sfondo rosso mentre il resto dello stesso diploma, su sfondo bianco, riportava dall'alto in basso le seguenti scritte: "XX GIOCHI OLIMPICI D'INVERNO TORINO 2006" in tre lingue (francese, inglese, italiano), il piazzamento dell'atleta (in inglese e sovrastato dai cinque cerchi olimpici), il nome dell'atleta, la nazione dell'atleta (in inglese e francese), lo sport praticato ed evento disputato (in inglese e francese). I diplomi consegnati vennero firmati dal presidente del CIO Jacques Rogge e dal presidente del Comitato Organizzatore Valentino Castellani.
Inno
L'inno ufficiale dei Giochi, dal titolo Va, fu composto del cantautore italiano Claudio Baglioni. L'inno, che ebbe una versione in lingua inglese dal titolo Go, venne presentato al Palasport Olimpico in un concerto-evento organizzato dal TOROC e dal Comune di Torino e fu eseguito dal vivo anche nel corso della cerimonia di apertura dei Giochi, che si tenne il 10 febbraio allo Stadio Olimpico; per l'occasione Baglioni diresse un'orchestra che eseguì l'inno.

### Diffusione
I Giochi di Torino 2006 furono la prima Olimpiade invernale ad avere una copertura di trasmissione televisiva globale, essendo stati trasmessi in duecento paesi/territori e, per la prima volta, in diretta televisiva anche nell'Africa subsahariana, in Mongolia e Azerbaijan. Inoltre, emittenti di oltre venti paesi fornirono la copertura tramite banda larga e, per la prima volta, gli abbonati di telefonia mobile in alcuni paesi come Francia, Gran Bretagna, Germania, Canada, Sudafrica, Nuova Zelanda e Corea del Sud poterono guardare sui telefoni cellulari i video, in diretta o in differita, dei Giochi. L'audience globale dei Giochi fu di circa 3,1 miliardi di persone, con un incremento di un miliardo di popolazione mondiale rispetto a Salt Lake City 2002.
Incaricata di produrre e distribuire il segnale per la copertura radiotelevisiva dei Giochi, quale "host broadcasting", fu la Torino Olympic Broadcasting Organisation (da cui l'acronimo "TOBO") divisione interna del Comitato Organizzatore (TOROC), che distribuì i suoi servizi, le immagini e l'audio alle emittenti radiotelevisive detentrici dei diritti. Per la prima volta nella storia dei Giochi Olimpici, la produzione del segnale avvenne anche in alta definizione (HDTV), oltre alla classica e già utilizzata definizione standard (SDTV). TOBO fornì quasi 1000 ore di contenuti in diretta, il numero più alto nella storia dei Giochi olimpici invernali. La RAI, azienda italiana di servizio pubblico radiotelevisivo che era stata "host broadcasting" nei precedenti Giochi in Italia (Cortina 1956 e Roma 1960) contribuì in maniera fondamentale per la produzione del segnale digitale richiesto da molte emittenti straniere e nell'apporto per le riprese e per la produzione di immagini.

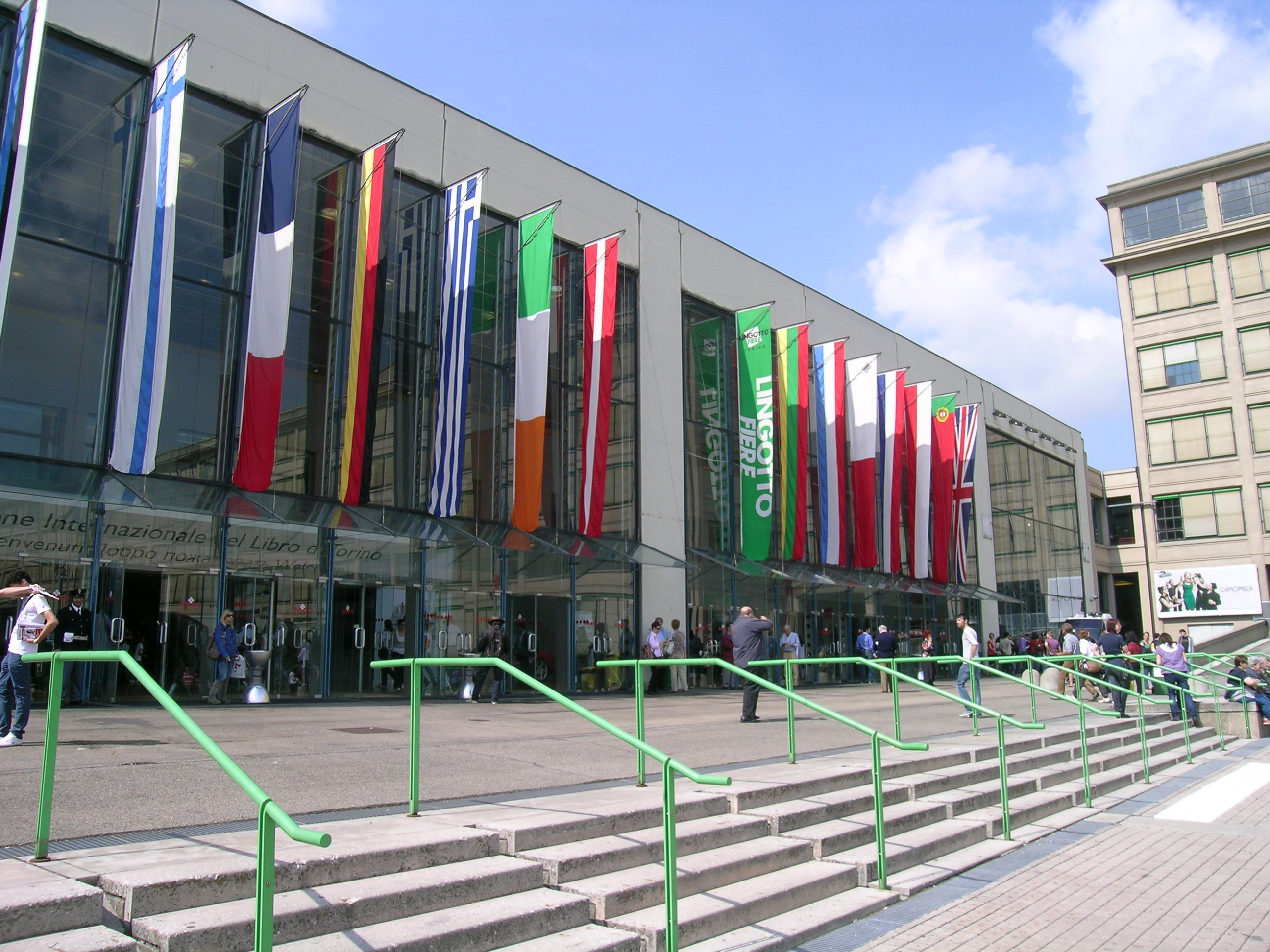
Il "Lingotto Fiere", principale "Centro Media" dei Giochi.

Dai contratti con le emittenti televisive per la ritrasmissione dei Giochi il CIO ottenne un importo totale di 833000000 $, il più alto fino ad allora per un'edizione dei Giochi invernali, così suddivisi: 613000000 $ solamente dalla NBC per i diritti negli Stati Uniti, 28000000 $ dalla canadese CBC, 1750000 $ dalla latinoamericana OTI, 600000 $ dalla asiatica ABU, 38500000 $ dalla Japan Pool, 900000 $ dalla Korea Pool, 135000000 $ dall'Eurovisione (dei quali 24000000 $, pari allora a circa 20000000 €,  dalla RAI, emittente del paese ospitante), 12800000 $ dall'australiana Seven Network e 350000 $ dalla neozelandese TVNZ. Del totale dei ricavi per i diritti, il CIO versò al TOROC la somma di 408000000 $.
Per quanto concerne la diffusione a mezzo stampa dei Giochi, a Torino furono presenti 2 688 giornalisti della carta stampata, agenzie, fotografi.

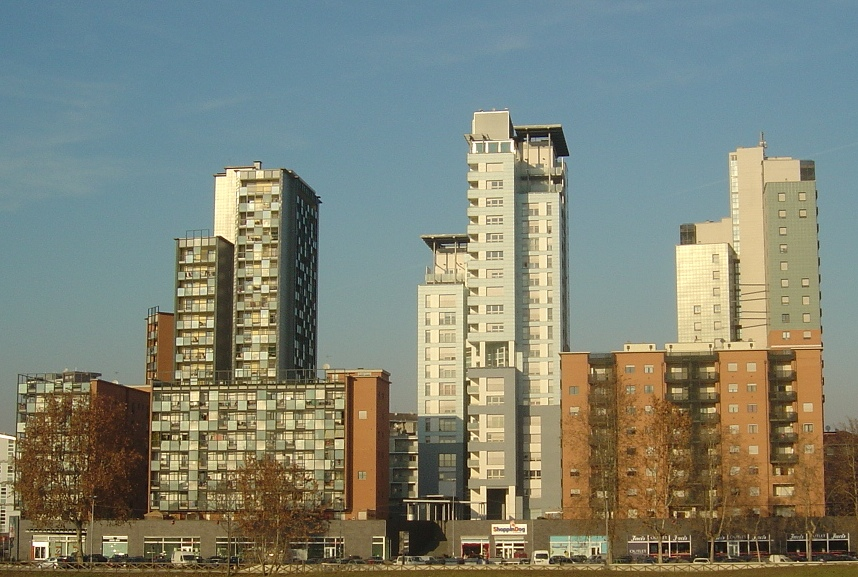
Il quartiere Spina 3 che ospitò uno dei villaggi media.

Il "Centro Radiotelevisivo Internazionale" (in inglese International Broadcasting Centre, da cui l'acronimo IBC), progettato, costruito e gestito dal TOBO e il "Centro Stampa" (in inglese Main Press Centre, da cui l'acronimo MPC) furono situati entrambi presso il centro espositivo del Lingotto Fiere a Torino, che pertanto divenne  ufficialmente il principale "Centro Media" dei Giochi (Main Media Centre, MMC) e offrì anche servizi di vendita al dettaglio, ristorazione e accoglienza sia per la stampa sia per le varie emittenti. La sala conferenze stampa principale fu realizzata invece nel "centro congressi Lingotto", adiacente al centro espositivo. L'IBC ebbe un'area complessiva di 38000 m², e da essa vi passarono tutti i segnali radio e televisivi per la copertura dei Giochi, mentre l'MPC coprì una superficie totale di oltre 50000 m², disposta su tre piani. Ogni impianto sede di gare ebbe al suo interno un piccolo centro media, chiamato "Venue Media Centre" e, data la distanza delle sedi sulla neve rispetto a Torino e la posizione centrale di Sestriere all'interno del cluster della montagna, il TOROC decise di creare in quest'ultima località un centro media all'interno del Palazzetto dello Sport cittadino, che risultasse sede principale per la stampa nell'area montana, al servizio di tutto il comprensorio.
I villaggi media vennero destinati a ospitare giornalisti, operatori dei media e della comunicazione, con lo scopo di garantire alloggi e spazi di lavoro durante l'evento, fornendo accesso alle varie tecnologie di comunicazione, oltre a spazi per le conferenze stampa e altri servizi per la produzione e la trasmissione di contenuti giornalistici. In tutto i villaggi media furono sei, per una capienza totale di 5 960 posti letto: cinque a Torino e uno a Grugliasco, comune dell'hinterland del capoluogo piemontese. I cinque villaggi media di Torino furono ubicati vicino al Villaggio Olimpico (323 posti), all'ex Italgas (391 posti), a Spina 2 (404 posti) e Spina 3 (2.870 posti) e all'ex ospedale militare (925 posti); il villaggio di Grugliasco fu a Villa Claretta (430 posti).
Il film ufficiale sui Giochi, dal titolo Bud Greenspan's Torino 2006: Stories of Olympic Glorye, fu un documentario televisivo prodotto nel 2007 negli Stati Uniti da Cappy Productions e dal CIO, su regia di Nancy Beffa, Bud Greenspan e Michael Schanzer. Della durata di un'ora e ventotto minuti, la pellicola è in lingua inglese.

## I Giochi

### Partecipanti
- Grigio: Non partecipante
- Verde: 1-9 atleti
- Azzurro: 10-49 atleti
- Arancione: 50-99 atleti
- Rosso: 100 o più atleti

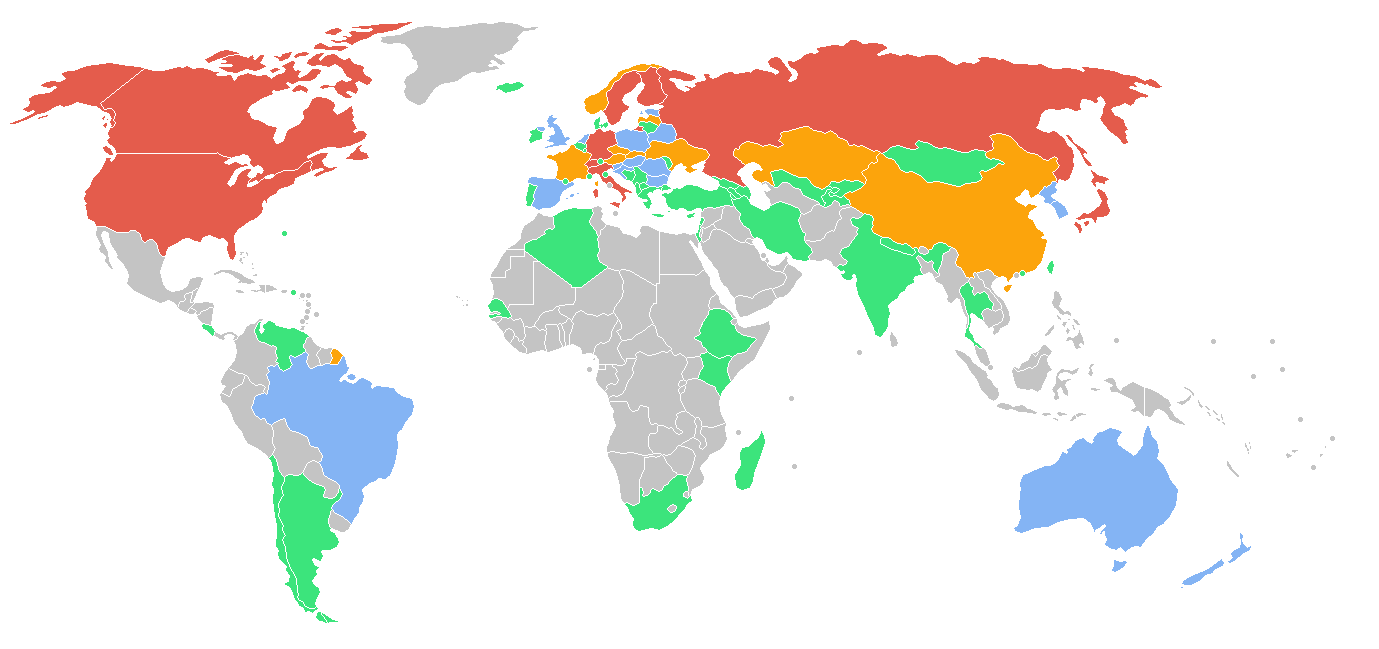
Gli 80 paesi partecipanti:
- Grigio: Non partecipante
- Verde: 1-9 atleti
- Azzurro: 10-49 atleti
- Arancione: 50-99 atleti
- Rosso: 100 o più atleti

All'apertura dei Giochi risultarono iscritti 2 633 atleti di 80 paesi, e presero parte alle gare 2 494 atleti, dei quali 955 donne e 1 539 uomini, in rappresentanza di 79 delegazioni (in quanto non gareggiò l'unico atleta iscritto per la delegazione delle Isole Vergini Americane), record fino a quel momento nella storia dei Giochi olimpici invernali, superando Salt Lake City 2002 al quale avevano partecipato 2 302 atleti di 77 nazioni. 
L'Albania, l'Etiopia e il Madagascar parteciparono per la prima volta ai Giochi invernali. Ritornarono a prendere parte ai Giochi invernali le delegazioni di Algeria (assente da tre edizioni), Senegal (assente due edizioni), Corea del Nord, Lussemburgo e Portogallo (assenti da un'edizione). Il Camerun, le Figi, la Giamaica, il Messico e Trinidad e Tobago, che avevano invece partecipato nel 2002, non furono presenti a Torino 2006; il Messico in realtà avrebbe dovuto partecipare all'edizione in Italia, ma si ritirò prima dell'inizio dei Giochi. La delegazione della Jugoslavia del 2002 cambiò denominazione in Serbia e Montenegro nel 2006.
La delegazione più numerosa a Torino sia in termine di iscritti sia come partecipanti fu quella degli Stati Uniti (211 atleti, dei quali ne gareggiarono 204). Altre delegazioni numerose furono quelle dell'Italia nazione ospitante (179 partecipanti, su 184 iscritti) e della Russia (174 partecipanti, su 181 iscritti).
In elenco i paesi partecipanti (tra parentesi il numero di atleti partecipanti/iscritti per delegazione):
- Albania (1/1)
- Algeria (2/2)
- Andorra (3/3)
- Argentina (9/9)
- Armenia (5/5)
- Australia (40/40)
- Austria (73/85)
- Azerbaigian (2/2)
- Belgio (4/4)
- Bielorussia (28/28)
- Bermuda (1/1)
- Brasile (9/14)
- Bosnia ed Erzegovina (6/7)
- Bulgaria (21/21)
- Canada (191/196)
- Cile (9/9)
- Cina (73/80)
- Cipro (1/1)
- Corea del Nord (6/6)
- Corea del Sud (40/50)
- Costa Rica (1/1)
- Croazia (23/24)
- Danimarca (4/5)
- Estonia (26/28)
- Etiopia (1/1)
- Finlandia (90/102)
- Francia (82/89)

- Georgia (3/4)
- Germania (155/162)
- Giappone (110/113)
- Gran Bretagna (39/40)
- Grecia (5/5)
- Hong Kong (1/1)
- India (4/4)
- Iran (2/2)
- Irlanda (4/4)
- Islanda (5/5)
- Isole Vergini Americane (0/1)
- Israele (5/5)
- Italia (179/184)
- Kazakistan (55/67)
- Kenya (1/1)
- Kirghizistan (1/1)
- Lettonia (57/61)
- Libano (3/3)
- Liechtenstein (5/5)
- Lituania (7/9)
- Lussemburgo (1/1)
- Macedonia (3/3)
- Madagascar (1/1)
- Moldavia (6/7)
- Monaco (4/4)
- Mongolia (2/2)
- Nepal (1/1)

- Norvegia (67/74)
- Nuova Zelanda (15/18)
- Paesi Bassi (33/35)
- Polonia (45/45)
- Portogallo (1/1)
- Rep. Ceca (83/87)
- Romania (25/25)
- Russia (174/181)
- San Marino (1/1)
- Senegal (1/1)
- Serbia e Montenegro (6/6)
- Slovacchia (58/61)
- Slovenia (36/43)
- Spagna (16/16)
- Stati Uniti (204/211)
- Sudafrica (3/3)
- Svezia (106/112)
- Svizzera (125/130)
- Tagikistan (1/1)
- Taipei cinese (1/1)
- Thailandia (1/1)
- Turchia (6/6)
- Ucraina (52/52)
- Ungheria (19/21)
- Uzbekistan (4/4)
- Venezuela (1/1)

Agli atleti partecipanti vanno aggiunti circa 2 500 tecnici e accompagnatori delle nazionali, 2 300 rappresentanti del CIO, dei Comitati Olimpici Nazionali e delle federazioni sportive, 650 giudici e arbitri.

### Discipline
Il programma dei XX Giochi olimpici invernali, stilato dal Comitato Organizzatore e approvato dal Comitato Olimpico Internazionale, prevedeva 84 competizioni (45 maschili, 37 femminili e 2 misti) in 15 sport, così riassumibili:
| Fed. Int.         | Sport                   | Competizioni maschili | Competizioni femminili | Competizioni miste | Competizioni totali |
| ----------------- | ----------------------- | --------------------- | ---------------------- | ------------------ | ------------------- |
| IBU               | Biathlon                | 5                     | 5                      | -                  | 10                  |
| FIBT              | Bob                     | 2                     | 1                      | -                  | 3                   |
| FIS               | Combinata nordica       | 3                     | -                      | -                  | 3                   |
| WCF               | Curling                 | 1                     | 1                      | -                  | 2                   |
| FIS               | Freestyle               | 2                     | 2                      | -                  | 4                   |
| IIHF              | Hockey su ghiaccio      | 1                     | 1                      | -                  | 2                   |
| ISU               | Pattinaggio di figura   | 1                     | 1                      | 2                  | 4                   |
| ISU               | Pattinaggio di velocità | 6                     | 6                      | -                  | 12                  |
| FIS               | Salto con gli sci       | 3                     | -                      | -                  | 3                   |
| FIS               | Sci alpino              | 5                     | 5                      | -                  | 10                  |
| FIS               | Sci di fondo            | 6                     | 6                      | -                  | 12                  |
| ISU               | Short track             | 4                     | 4                      | -                  | 8                   |
| FIBT              | Skeleton                | 1                     | 1                      | -                  | 2                   |
| FIL               | Slittino                | 2                     | 1                      | -                  | 3                   |
| FIS               | Snowboard               | 3                     | 3                      | -                  | 6                   |
| Totale (15 sport) | Totale (15 sport)       | 45                    | 37                     | 2                  | 84                  |

Vennero mantenute in programma le stesse quindici discipline presenti ai precedenti Giochi olimpici invernali del 2002, disputati a Salt Lake City, senza aggiungere ulteriori nuovi sport. Rispetto all'edizione precedente, il totale delle competizioni invece passò da 78 a 84 (record in quel momento per i Giochi invernali) quale risultato delle seguenti modifiche:
| Sport                        | Competizioni cancellate                                                                 | Competizioni inserite                                                                                         |
| ---------------------------- | --------------------------------------------------------------------------------------- | --- |
| Biathlon (+2)                | Staffetta 4x7,5 km femminile                                                            | 15 km in linea maschile 12,5 km in linea femminile Staffetta 4x6 km femminile                                 |
| Pattinaggio di velocità (+2) | -                                                                                       | Inseguimento a squadre maschile Inseguimento a squadre femminile                                              |
| Sci di fondo                 | 30 km maschile Inseguimento 20 km maschile 15 km femminile Inseguimento 10 km femminile | Inseguimento 30 km maschile Sprint a squadre maschile Inseguimento 15 km femminile Sprint a squadre femminile |
| Snowboard (+2)               | -                                                                                       | Snowboard cross maschile Snowboard cross femminile                                                            |

Nel programma dei Giochi non vi fu nessuno sport dimostrativo, in aggiunta a quelli ufficiali.

### Calendario degli eventi
|  | Cerimonia di apertura |  | Competizioni |  | Finali |  | Galà |  | Cerimonia di chiusura |

| Data                    | 10/02 | 11/02 | 12/02 | 13/02 | 14/02 | 15/02 | 16/02 | 17/02 | 18/02 | 19/02 | 20/02 | 21/02 | 22/02 | 23/02 | 24/02 | 25/02 | 26/02 |
| ----------------------- | ----- | ----- | ----- | ----- | ----- | ----- | ----- | ----- | ----- | ----- | ----- | ----- | ----- | ----- | ----- | ----- | ----- |
| Cerimonia d'apertura    | ●     |       |       |       |       |       |       |       |       |       |       |       |       |       |       |       |       |
| Biathlon                |       | ●     |       | ●     | ●     |       | ●     |       | ●     |       |       | ●     |       | ●     |       | ●     |       |
| Bob                     |       |       |       |       |       |       |       |       |       | ●     |       | ●     |       |       |       | ●     |       |
| Combinata nordica       |       | ●     |       |       |       |       | ●     |       |       |       |       | ●     |       |       |       |       |       |
| Curling                 |       |       |       |       |       |       |       |       |       |       |       |       |       | ●     | ●     |       |       |
| Freestyle               |       | ●     |       |       |       | ●     |       |       |       |       |       |       | ●     | ●     |       |       |       |
| Hockey su ghiaccio      |       |       |       |       |       |       |       |       |       |       | ●     |       |       |       |       | ●     | ●     |
| Pattinaggio di figura   |       |       |       | ●     |       |       | ●     |       |       |       | ●     |       |       | ●     | ●     |       |       |
| Pattinaggio di velocità |       | ●     | ●     | ●     | ●     |       | ●     |       | ●     | ●     |       | ●     | ●     |       | ●     | ●     |       |
| Salto con gli sci       |       |       | ●     |       |       |       |       |       | ●     |       | ●     |       |       |       |       |       |       |
| Sci alpino              |       |       | ●     |       | ●     | ●     |       |       | ●     | ●     | ●     |       | ●     |       | ●     | ●     |       |
| Sci di fondo            |       |       | ●     |       | ●     |       | ●     | ●     | ●     | ●     |       |       | ●     |       | ●     |       | ●     |
| Short track             |       |       | ●     |       |       | ●     |       |       | ●     |       |       |       | ●     |       |       | ●     |       |
| Skeleton                |       |       |       |       |       |       | ●     | ●     |       |       |       |       |       |       |       |       |       |
| Slittino                |       |       | ●     |       | ●     | ●     |       |       |       |       |       |       |       |       |       |       |       |
| Snowboard               |       |       | ●     | ●     |       |       | ●     | ●     |       |       |       |       | ●     | ●     |       |       |       |
| Cerimonia di chiusura   |       |       |       |       |       |       |       |       |       |       |       |       |       |       |       |       | ●     |
| Finali                  | 0     | 4     | 8     | 4     | 6     | 4     | 8     | 3     | 9     | 3     | 5     | 4     | 7     | 5     | 4     | 8     | 2     |

### Cerimonia di apertura

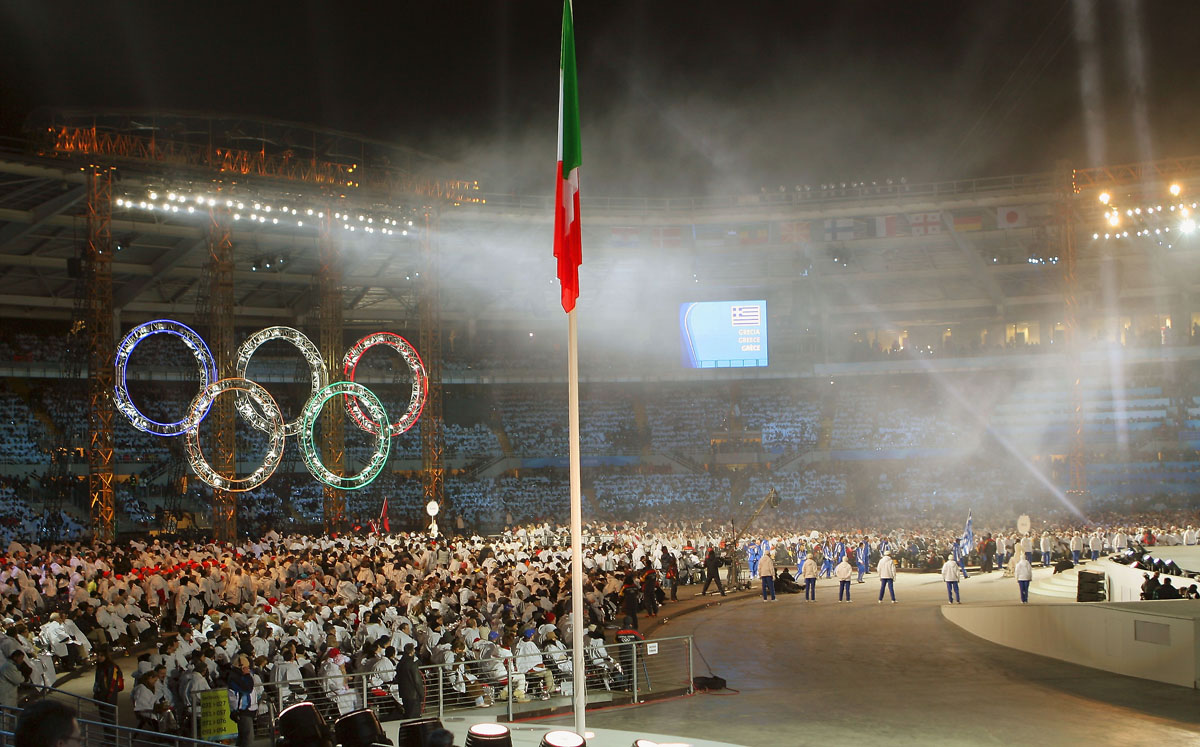
Lo Stadio Olimpico durante la cerimonia.

La cerimonia di apertura dei XX Giochi olimpici invernali si svolse venerdì 10 febbraio 2006, con inizio alle ore 20:00 UTC+1, presso lo Stadio Olimpico di Torino.
La parata degli atleti, come da tradizione, fu aperta dalla delegazione della Grecia, con portabandiera il fondista Eleftherios Fafalis, e venne chiusa dalla delegazione dell'Italia nazione ospitante, con portabandiera la pattinatrice artistica Carolina Kostner; i settantanove paesi partecipanti sfilarono in corteo all'interno dello Stadio Olimpico e, per la prima volta ad un'edizione dei Giochi olimpici invernali, la Corea del Nord e la Corea del Sud sfilarono insieme sotto la semplice denominazione di "Corea", anche se dopo nelle competizioni le due delegazioni gareggiarono separatamente. 

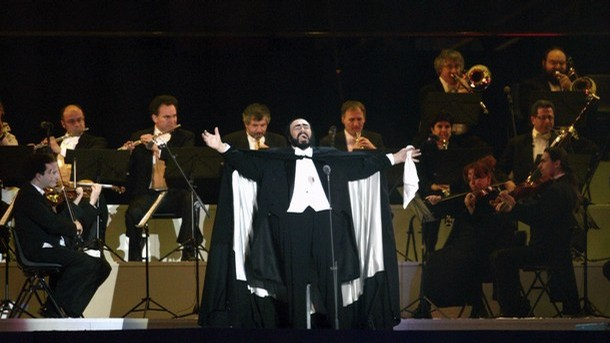
Il tenore Luciano Pavarotti durante la sua esibizione.

Il presidente del Comitato Organizzatore Valentino Castellani e il presidente del Comitato Olimpico Internazionale Jacques Rogge pronunciarono i saluti protocollari, ai quali seguì il Presidente della Repubblica Italiana Carlo Azeglio Ciampi che alle ore 22:09 dichiarò ufficialmente aperti i Giochi con la formula «Dichiaro aperta a Torino la celebrazione dei ventesimi Giochi olimpici invernali».
Venne issata la bandiera olimpica (per la prima volta nella storia portata solo da donne: Sophia Loren, Isabel Allende, Susan Sarandon, Nawal El Moutawakel, Wangari Maathai, Manuela Di Centa, Maria Mutola e Somaly Mam) e furono pronunciati i giuramenti olimpici dallo sciatore alpino Giorgio Rocca per gli atleti e da Fabio Bianchetti per i giudici. Il braciere olimpico, collocato all'esterno dello stadio, venne acceso alle ore 22:38 dall'ultimo tedoforo, la fondista Stefania Belmondo.
Il programma artistico della cerimonia, preceduto da un breve show introduttivo condotto da Piero Chiambretti, legò momenti di celebrazione dell'identità italiana (le Alpi, il Medioevo e il Rinascimento, l'arte, la Ferrari) con la partecipazione di personalità famose come Claudio Baglioni (autore dell'inno dei Giochi), Carla Bruni, Giorgio Albertazzi, Eva Herzigová, Roberto Bolle e Luciano Pavarotti, alla sua ultima esibizione. L'evento venne realizzato da K-events (che si avvalse di una struttura di 280 persone di produzione, 6 100 volontari e 400 persone di cast), sotto la direzione artistica di Marco Balich, e fu seguito da 35 000 persone presenti nello stadio e da un pubblico televisivo di circa 1 800 000 000 di persone, risultando il programma televisivo più visto al mondo nel 2006, vincitore di ben 2 Emmy Award.

### Cerimonia di chiusura

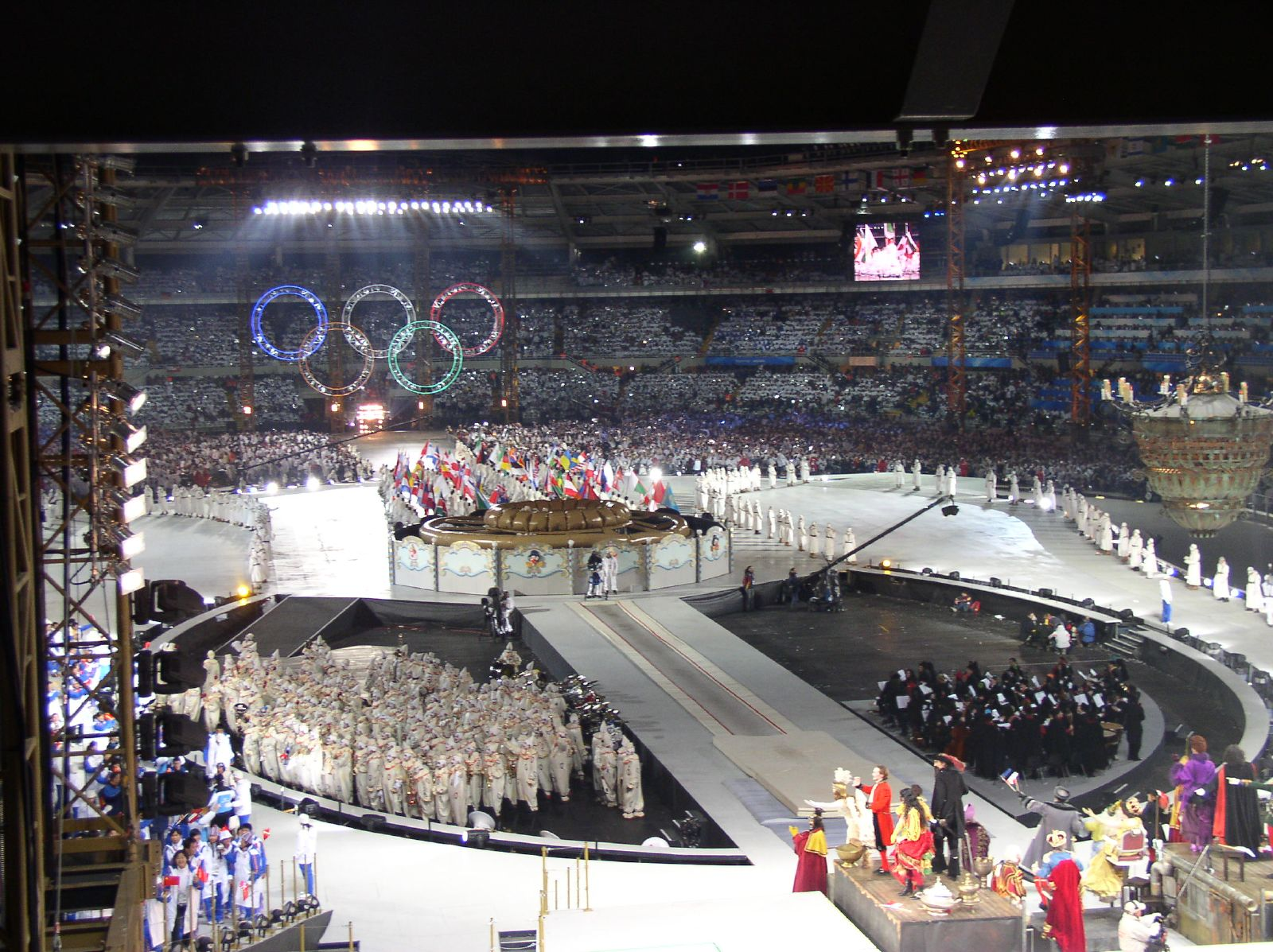
Lo Stadio Olimpico durante la cerimonia.

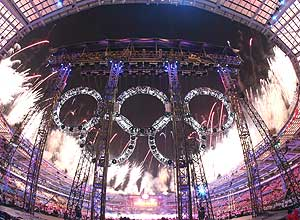
Lo spettacolo pirotecnico finale.

La cerimonia di chiusura dei XX Giochi olimpici invernali si svolse domenica 26 febbraio 2006 alle ore 20:00 UTC+1, presso lo Stadio Olimpico di Torino; all'interno della cerimonia avvenne la premiazione della gara di 50 km maschile di sci di fondo, con la finale del torneo maschile di hockey su ghiaccio unici eventi disputati nell'ultima giornata dei Giochi.
La sfilata delle bandiere delle settantanove nazioni partecipanti precedette l'ingresso informale degli atleti, in ordine sparso, nello stadio.
Il Presidente del Comitato Olimpico Internazionale Jacques Rogge proclamò chiusi i XX Giochi olimpici invernali. Conclusero la manifestazione lo spegnimento, da parte della sciatrice alpina Isolde Kostner, del fuoco che ardeva sul braciere olimpico, l'ammainamento della bandiera olimpica, che uscì dallo stadio mentre i "Piccoli Cantori" di Torino intonavano il canto Va, pensiero di Giuseppe Verdi, e il passaggio di consegne con la città canadese di Vancouver, che avrebbe ospitato i futuri XXI Giochi olimpici invernali nel 2010.
Il programma artistico, realizzato anche in questo caso da K-events sotto la direzione artistica di Marco Balich, ebbe come tema scelto per lo spettacolo il Carnevale italiano, i cui festeggiamenti coincidevano, nel calendario del 2006, con gli ultimi giorni dei Giochi Olimpici. Nei vari quadri della coreografia furono presentati costumi ispirati ai film di Federico Fellini, i carri del Carnevale di Viareggio, le maschere tipiche come Arlecchino e Pulcinella a bordo di Vespe e Fiat 500. Nel corso della serata, che si concluse con uno spettacolo pirotecnico, si esibirono i cantanti italiani Andrea Bocelli e Elisa, la canadese Avril Lavigne nel quadro dedicato al paese sede dei Giochi del 2010, e Ricky Martin.

## Risultati

### Medagliere
Di seguito le prime dieci posizioni del medagliere:
  Nazione ospitante 
| Pos. | Squadra       | Oro | Argento | Bronzo | Tot. |
| ---- | ------------- | --- | ------- | ------ | ---- |
| 1    | Germania      | 11  | 12      | 6      | 29   |
| 2    | Stati Uniti   | 9   | 9       | 7      | 25   |
| 3    | Austria       | 9   | 7       | 7      | 23   |
| 4    | Russia        | 8   | 6       | 8      | 22   |
| 5    | Canada        | 7   | 10      | 7      | 24   |
| 6    | Svezia        | 7   | 2       | 5      | 14   |
| 7    | Corea del Sud | 6   | 3       | 2      | 11   |
| 8    | Svizzera      | 5   | 4       | 5      | 14   |
| 9    | Italia        | 5   | 0       | 6      | 11   |
| 10   | Francia       | 3   | 2       | 4      | 9    |
| 10   | Paesi Bassi   | 3   | 2       | 4      | 9    |

### Protagonisti
- Cindy Klassen (Canada, pattinaggio di velocità): con 5 medaglie (1 oro, 2 argenti, 2 bronzi) è l'atleta più medagliata dei Giochi di Torino 2006.
- Ahn Hyun-Soo (Corea del Sud, short track): con tre ori e un bronzo è il pattinatore più medagliato nelle gare maschili.
- Kjetil André Aamodt (Norvegia, sci alpino): si laurea campione olimpico in supergigante, ottenendo il quarto oro olimpico della sua carriera dopo Albertville 1992 in supergigante e Salt Lake City 2002 in supergigante e in combinata, impresa mai riuscita nella storia dei giochi invernali.
- Michael Greis (Germania, biathlon): vince tre delle cinque medaglie in palio nel biathlon maschile.
- Jin Sun-Yu (Corea del Sud, short track): con tre ori è la pattinatrice più medagliata dello short track femminile.
- Thomas Morgenstern (Austria, salto con gli sci): si laurea bi-campione olimpico sul trampolino grande, vincendo sia l'oro individuale sia quello a squadre.
- Armin Zöggeler (Italia, slittino singolo) diventa il primo atleta azzurro in assoluto a vincere 4 medaglie in quattro Giochi olimpici consecutivi (bronzo a Lillehammer, argento a Nagano, oro a Salt Lake City e a Torino).
- Gerda Weißensteiner (Italia, bob), alla sua sesta presenza ai Giochi olimpici, insieme allo slittinista Wilfried Huber, conquista il bronzo nel bob a 2 (in coppia con Jennifer Isacco), 12 anni dopo l'oro in slittino a Lillehammer, diventando così la prima e unica atleta ad aver vinto due medaglie olimpiche in due discipline diverse.
- Dan Zhang e Hao Zhang (Cina, pattinaggio di figura): protagonisti di una rovinosa caduta che li ha costretti a sospendere la prova, si rialzano ed eseguono un esercizio di così alto livello da consentir loro di salire comunque sul secondo gradino del podio.